# ADS 16402
ADS 16402 — двойная звёздная система, состоящая из двух солнцеподобных звёзд, расположенных в 450 световых годах в созвездии Ящерицы. Эти две звезды удалены друг от друга на 1500 астрономических единиц. Оценочно звёздной системе 3,6 миллиарда лет. Вторая звезда — ADS 16402 B, также обозначается как HAT-P-1.

## Планетная система
В 2006 году проект HATNet анонсировал открытие горячего юпитера на орбите вокруг второй звезды. По схеме, принятой в HATNet, вторая звезда известна как HAT-P-1, а планета соответственно обозначается как HAT-P-1b.